# Leonid Mályshev
Leonid Ivanovich Malysev (translitera al cirílico Леонид Иванович Малышев (n. 1931 - 12 de septiembre de 1941) es un botánico, y explorador ruso. Perteneció como investigador a la "Facultad de Geología", de la Universidad Estatal de Moscú.

## Algunas publicaciones
- leonid i. Malyšev. 2006. Flora of Siberia: Pyrolaceae - Lamiaceae (Labiatae). Ed. Sci. Publ. 310 pp. ISBN 1578080711

- l.i. Kashina, leonid i. Malyšev, i.m. Krasnoborov, d.n. Shaulo. 2001. Cyperaceae. Flora of Siberia Series. Flora Sibiri 3, ed. ilustrada de Sci. Publ. 280 pp. ISBN 1578081025

- leonid i. Malyšev. 1988. Proektirovanie, proizvodstvo i issledovanija specialʹnych vidov rabot na GAĖS. Sbornik naučnych trudov Gidroproekta 133. 134 pp.
- La abreviatura «Malyschev» se emplea para indicar a Leonid Mályshev como autoridad en la descripción y clasificación científica de los vegetales.[3]